# 大類伸
大類 伸（おおるい のぶる、1884年（明治17年）2月22日 - 1975年（昭和50年）12月27日）は、日本の西洋史学者。東北帝国大学教授、帝国学士院会員、日本学士院会員。

## 経歴
1884年、東京市日本橋区生まれ。神田練塀小学校から東京開成中学校、第一高等学校を経て、1906年東京帝国大学文科大学史学科を卒業。
1921年、東京帝国大学文学部助教授に採用される。1915年に東京帝国大学に日本城郭史の研究を提出して文学博士の学位を授与された。1937年5月8日、帝国学士院会員に選出。1924年、東北帝国大学教授に転任。ヤーコプ・ブルクハルトを学んで西洋中世史、ルネッサンス史に先駆的業績をあげた。1944年に東北帝国大学を退官し、日本女子大学教授となった。1949年以降は明治大学教授も兼任した。帝国学士院会員(のち日本学士院会員)であった。
1975年に藤沢市鵠沼の自宅で死去、享年91歳。

## 研究内容・業績
- 城郭の歴史に深く関心をもち、日本の城郭史研究の先鞭をつけた人物と評価されている[1]。学位論文も城郭をテーマとするものであり、日本の城郭史について多数の著述や監修著作を残した。代表的な著書に『日本城郭全集』がある。

## 著作

### 著書
- 『ヴェニスとフロレンス』アカギ叢書 1914
- 『戦争と城塞』三省堂書店, 1914[8]
- 『民族競争』冨山房, 1915
- 『城郭之研究』日本学術普及会, 1915
- 『西洋時代史観 中世』文会堂書店, 1916、改題「西洋中世の文化」冨山房 1965
- 『現代世界の史的観察』天佑社, 1918
- 『史蹟めぐり』博文堂, 1919[9]
- 『世界大戦概史』右文閣, 1919
- 『世界的思想』学芸書院, 1919
- 『歴史と自然と人』博文館 1921
- 『美術をたづねて 伊太利みやげ』博文館, 1927
- 『小国興亡論 世界興亡史論 第20巻』平凡社 1932
- 『現代史学大系 第1巻 史学概論』共立社書店 1932
- 『西洋史講座 5 文藝復興時代史』雄山閣 1932
- 『女子新西洋史解説』東京開成館, 1934
- 『西洋史新講』冨山房 1934、新版1962、のち『改稿 西洋史新講』
- 『列強現勢史・ロシヤ』冨山房百科文庫 1938
- 『列強現勢史・ドイツ』冨山房百科文庫 1938
- 『ルネサンス文化の研究』三省堂, 1938、清水弘文堂書房 1971
- 『列強現勢史・東中欧諸国』冨山房百科文庫 1939
- 『世界の光 日本』新日本児童文庫 アルス 1940
- 『現代史学』弘文堂 1942
- 『ルネサンス文化の潮流』文藝春秋社 1943
- 『日本の城』アルス, 1943
- 『概論歴史学』生活社, 1944
- 『明治回顧』生活社, 1946
- 『歴史への道 藤村と漱石 日高書房, 1947
- 『西洋文化史観 東と西』帝国書院 1947
- 『綜合西洋世界史』雄山閣, 1948、のち『綜合世界史』角川文庫
- 『ルネッサンスの問題』三省堂, 1948
- 『西洋思潮三講』育生社, 1948
- 『現代世界史』労働文化社 1950
- 『西洋文化史論考』誠文堂新光社 1961
- 『桃山の春』冨山房, 1969

### 共著
- 『日本城郭史』鳥羽正雄共著 雄山閣, 1936
- 『世界民族興亡史観 橋本増吉共著 雄山閣, 1947

### 編纂・監修
- 羅馬帝國沒落史觀 監修 タイムス出版社,1944
- 年表世界歴史 監修 井上幸治 編 小石川書店,1949
- 世界人名辞典 西洋篇 監修 東京堂,1952
- 世界人名辞典 東洋篇 監修 東京堂,1952
- 名城名鑑 監修 人物往来社, 1965
- 日本の城 全8巻 監修 人物往来社, 1966
- 日本城郭全集 監修 人物往来社,1967
- 日本城郭史料集 編 人物往来社, 1968
- 日本城郭事典 監修 秋田書店, 1970、新版1989

### 翻訳
- 人間義務論 他二篇 マッツィーニ 岩波文庫, 1952